# ديفيد إليوت (شاعر)
ديفيد إليوت هو شاعر كندي، ولد في 1923، وتوفي في 1999.